# Премия имени Бохера
Премия имени Бохера — математическая премия, вручаемая Американским математическим обществом (АМО) с 1923 года, учреждена в память Максима Бохера. Присуждается раз в три года за наиболее значительные работы в области анализа за последние 6 лет, опубликованные в североамериканских журналах или написанные членами АМО. Первоначальный фонд премии составлял $1450. По состоянию на 2010-е годы размер премии составляет $5000.

## Награждённые премией
- 1923 — Джордж Биркгоф
- 1924 — Эрик Темпл Белл
- 1924 — Соломон Лефшец
- 1928 — Джеймс Александер
- 1933 — Марстон Морс
- 1933 — Норберт Винер
- 1938 — Джон фон Нейман
- 1943 — Джесси Дуглас
- 1948 — Альберт Шеффлер[англ.] и Дональд Спенсер[англ.]
- 1953 — Норман Левинсон[англ.]
- 1959 — Луис Ниренберг
- 1964 — Пол Коэн
- 1969 — Изадор Зингер
- 1974 — Дональд Сэмюэл Орнстейн[англ.]
- 1979 — Альберто Кальдерон
- 1984 — Луис Каффарелли
- 1984 — Ричард Мелроуз[англ.]
- 1989 — Ричард Шоен[англ.]
- 1994 — Леон Саймон[англ.]
- 1999 — Деметриос Кристодулу, Серджиу Клайнерман[англ.], Томас Вольф[англ.]
- 2002 — Дэниэл Татару[англ.], Теренс Тао, Фангхуа Лин[англ.]
- 2005 — Фрэнк Мерле[англ.]
- 2008 — Альберто Брессан[англ.], Чарльз Луис Фефферман, Карлос Кениг
- 2011 — Асаф Наор[англ.], Гюнтер Ульман[англ.]
- 2014 — Симон Брендле[англ.]
- 2017 — Андраш Вази[англ.]
- 2020 — Камилло Де Леллис[англ.], Ларри Гут и Лор Сен-Раймон[фр.]
- 2023 — Франк Мерль[фр.], Пьер Рафаэль[фр.], Игорь Роднянский[англ.] и Жереми Шефтель[фр.]